# Karagöz en Hacivat

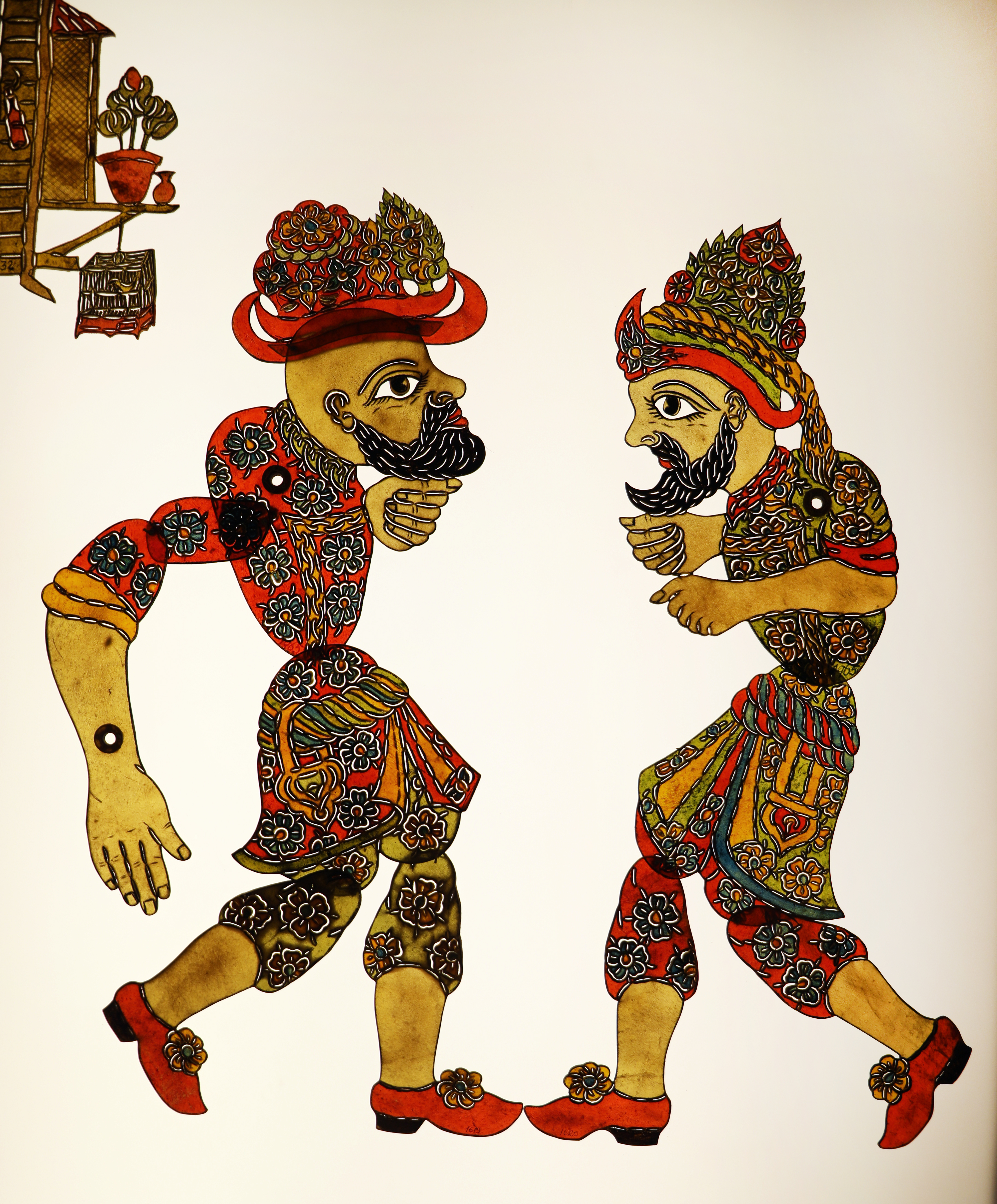
Hacivat en Karagöz

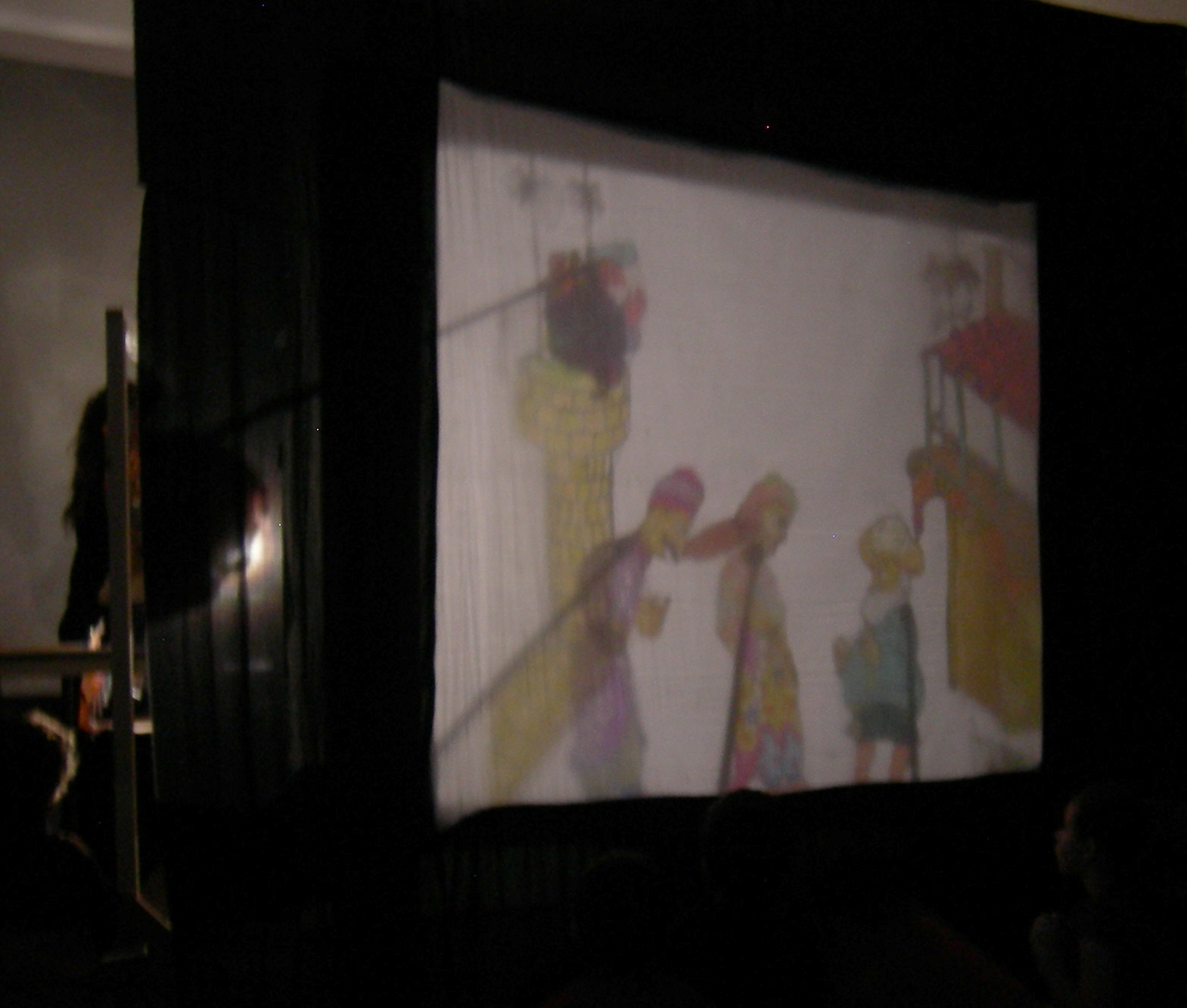
Karagöz en Hacivat

Karagöz ("Donker oog") en Hacivat (ook geschreven Hacivad) zijn de hoofdpersonages van het traditionele Turkse poppenspel. De personages worden vooral uitgevoerd in een schimmenspel en verkregen hun populariteit tijdens de Ottomaanse periode.
Het centrale thema van de voorstellingen is de contrasterende interactie tussen de twee hoofdpersonen. Karagöz vertegenwoordigt de analfabeet, zoals het eenvoudige publiek, terwijl Hacivat tot de opgeleide klasse behoort. Hij spreekt Ottomaans Turks en gebruikt een poëtische en literaire taal.

## Geschiedenis
Tot de opkomst van radio en film was het een van de meest populaire vormen van vermaak in Turkije. Karagöz-Hacivat voorstellingen worden vooral geassocieerd met de ramadan. Het was een vast onderdeel bij besnijdenissen. De voorstellingen werden in koffiehuizen, normale huizen of op het hof van de sultan opgevoerd. Het overleeft vandaag de dag vooral in een afgezwakte vorm bestemd voor een publiek van kinderen.

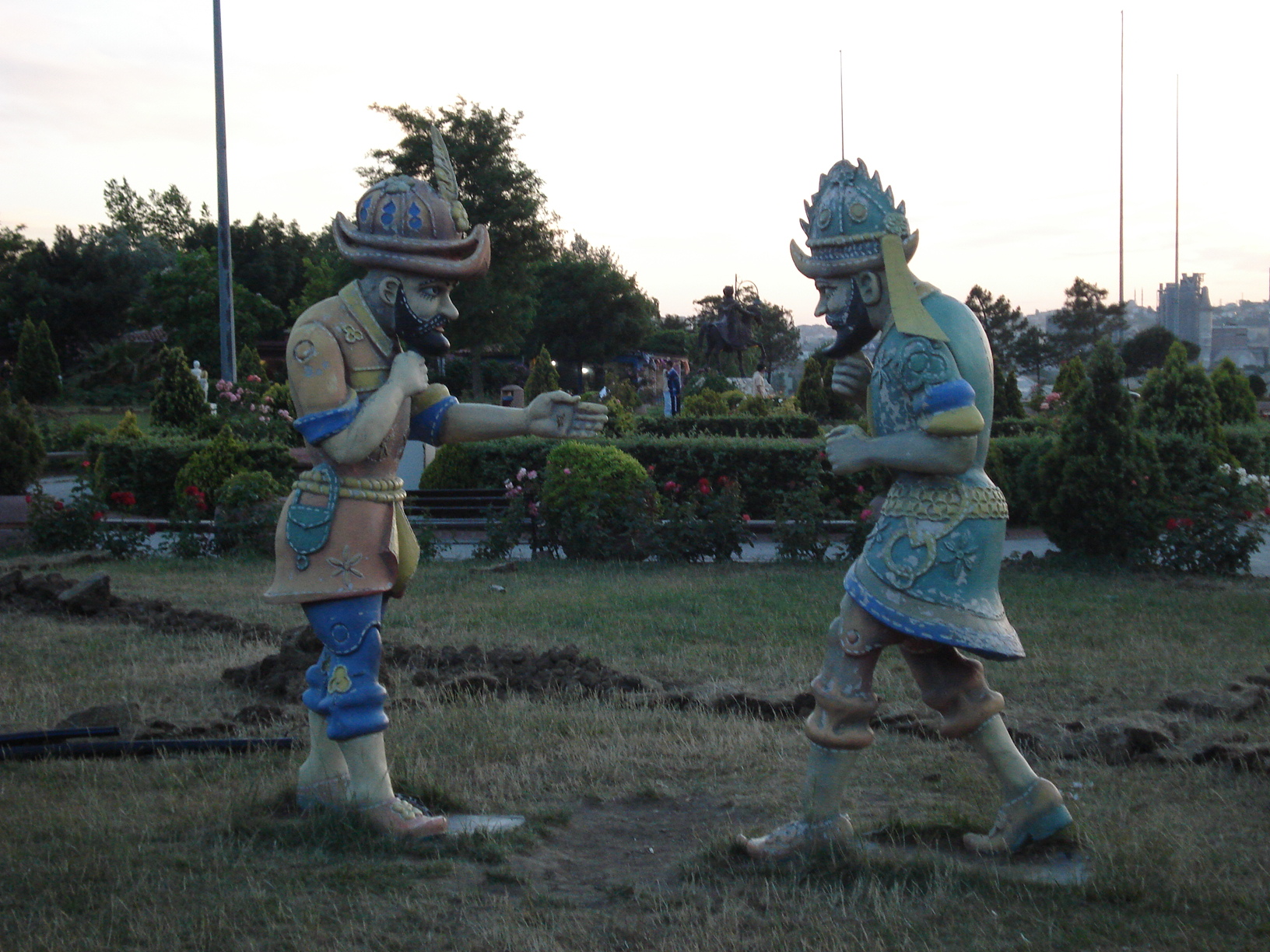
Beelden in Istanbul

Wanneer de voorstellingen voor het eerst werden uitgevoerd, is onduidelijk. Sommigen geloven dat de eerste Karagöz-Hacivat voorstellingen werden uitgevoerd voor sultan Selim I (regeerde van 1512-1520) in Egypte na zijn verovering van het Mammelukkenrijk, maar 17e-eeuws schrijver Evliya Çelebi verklaarde dat het al werd uitgevoerd in het Ottomaanse paleis in de heerschappij van Bayezid I (regeerde van 1389-1402).

### Historische figuren achter Karagöz en Hacivat
Karagöz en Hacivat zijn geïnspireerd op twee arbeiders die volgens de legende tijdens de bouw van een moskee in Bursa, onder het bewind van Orhan I (regering 1326-1359), met hun schertsen hun collega's van het werk hielden. Omdat de werkzaamheden hierdoor vertraging opliepen, werden zij terechtgesteld.
Een versie van de legende zegt dat een tijdgenoot van hen, Şeyh Küşteri, van kameelhuiden marionetten van hen maakte en voorstellingen begon te geven.

## De voorstelling

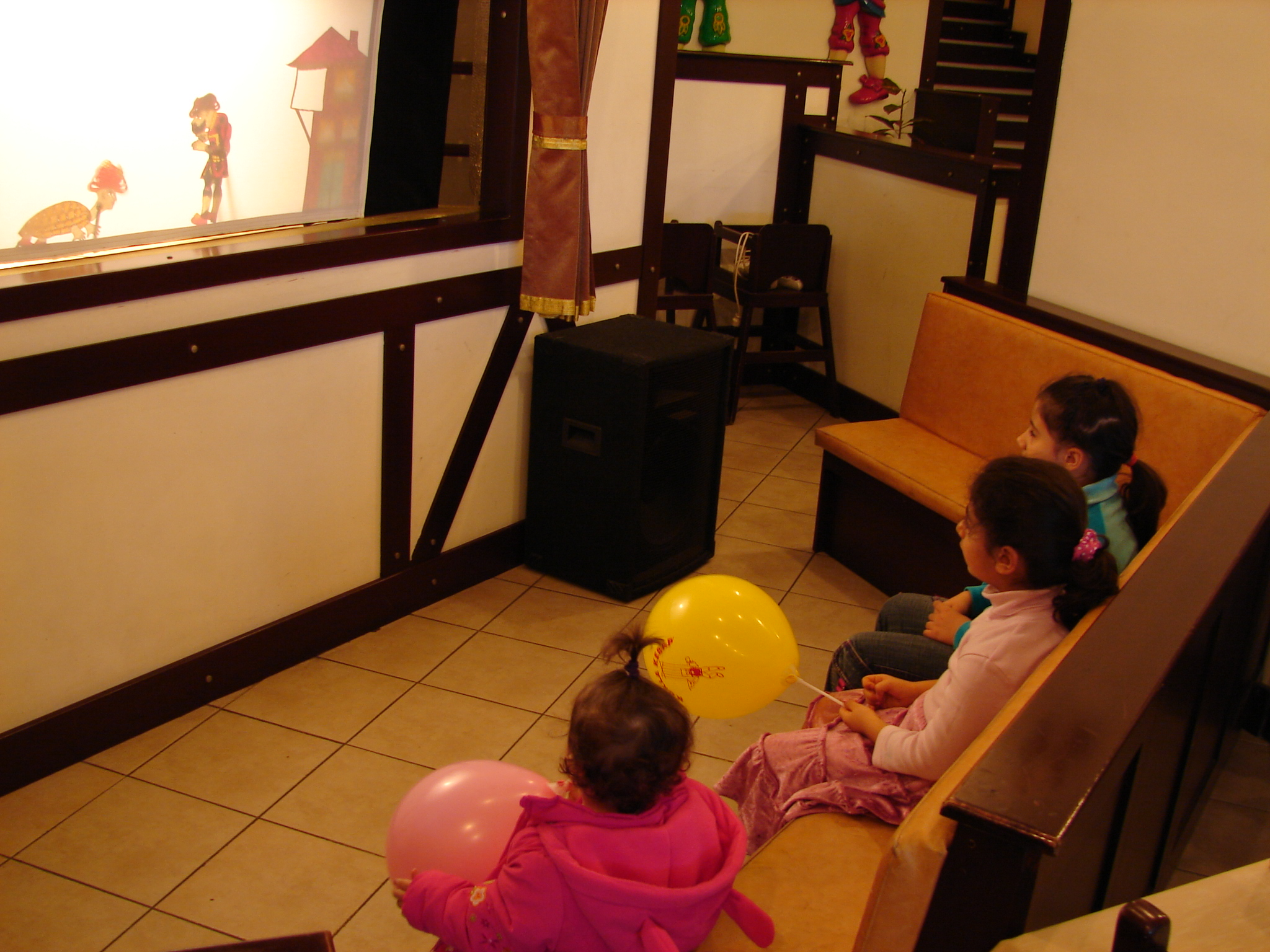
Kindervoorstelling

Karagöz kan bedrieglijk, onzedelijk en gewelddadig zijn. Karagöz' voorstellingen bestaan uit vier delen:
- Mukaddime: Inleiding. Hacivat zingt een Semai, reciteert een gebed en geeft aan dat hij op zoek is naar zijn vriend Karagöz (die hij wenkt naar de scène met een toespraak die altijd eindigt "Yar bana bir eğlence" - "Oh, voor sommigen vermaak "). Karagöz komt uit de tegenovergestelde kant.
- Muhavere: dialoog tussen Karagöz en Hacivat
- Fasil: centraal plot
- Bitiş: Conclusie, altijd een korte ruzie tussen Karagöz en Hacivat, altijd eindigend met Hacivat schreeuwend tegen Karagöz dat hij hem "heeft geruïneerd" ongeacht welke zaak en "bracht het gordijn naar beneden," en Karagöz antwoord "Moge mijn zonden worden vergeven. "

## Personages

### Hoofdrolspelers

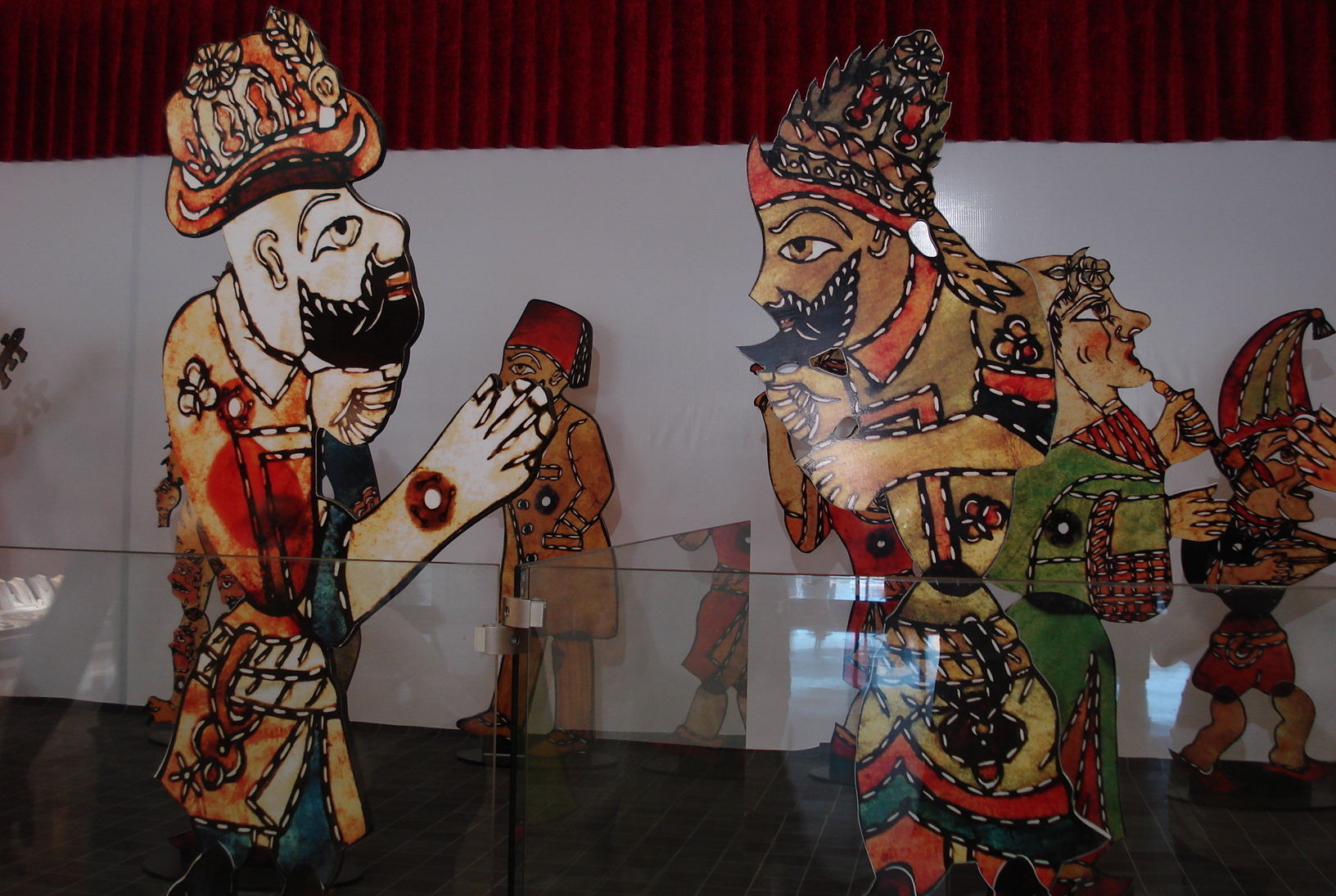
Karagöz en Hacivat

Centraal in de voorstellingen zijn de Karagöz en Hacivat zelf.
Karagöz (uitspraak karageus, met de g van goal) betekent donker oog en is een zigeunerachtige, gebochelde analfabeet met een kaal hoofd met een naar achteren geklapte tulband en een volle zwarte baard. Hij kan maar één arm bewegen, is impulsief en mept er snel op los. Hij is recht door zee en vertegenwoordigt het gewone publiek.
Hacivat behoort tot de opgeleide klasse, hij spreekt Ottomaans Turks en laat met zijn poëtisch en literair taalgebruik merken dat hij de islamitische klassieken kent. Karagöz neemt Hacivat graag op de hak en ze hebben gemeen dat ze beide arm zijn.

### Andere personages
Andere personages in deze voorstellingen zijn de dronkaard Tuzsuz Deli Bekir met zijn fles wijn, de lange hals Uzun Efe, de aan opium verslaafde Kanbur Tiryaki met zijn pijp, Altı Karis Beberuhi (een excentrieke dwerg), de halfzachte Denyo, de verkwister Civan, en Nigar, een flirterige vrouw. Er zijn ook djinns en dansers.
Er komen nog andere personages voor, zoals een zwarte knecht, een Tsjerkessisch dienstmeisje, een Albanese bewakingsagent, een Griek (meestal een arts), een Armeen (meestal een lakei of geldwisselaar), een jood (meestal een goudsmid of handelaar in schroot), een Laz (meestal een schipper) of een Iraniër (die poëzie reciteert met een Azerbeidzjaans accent).

## Poppenspelers

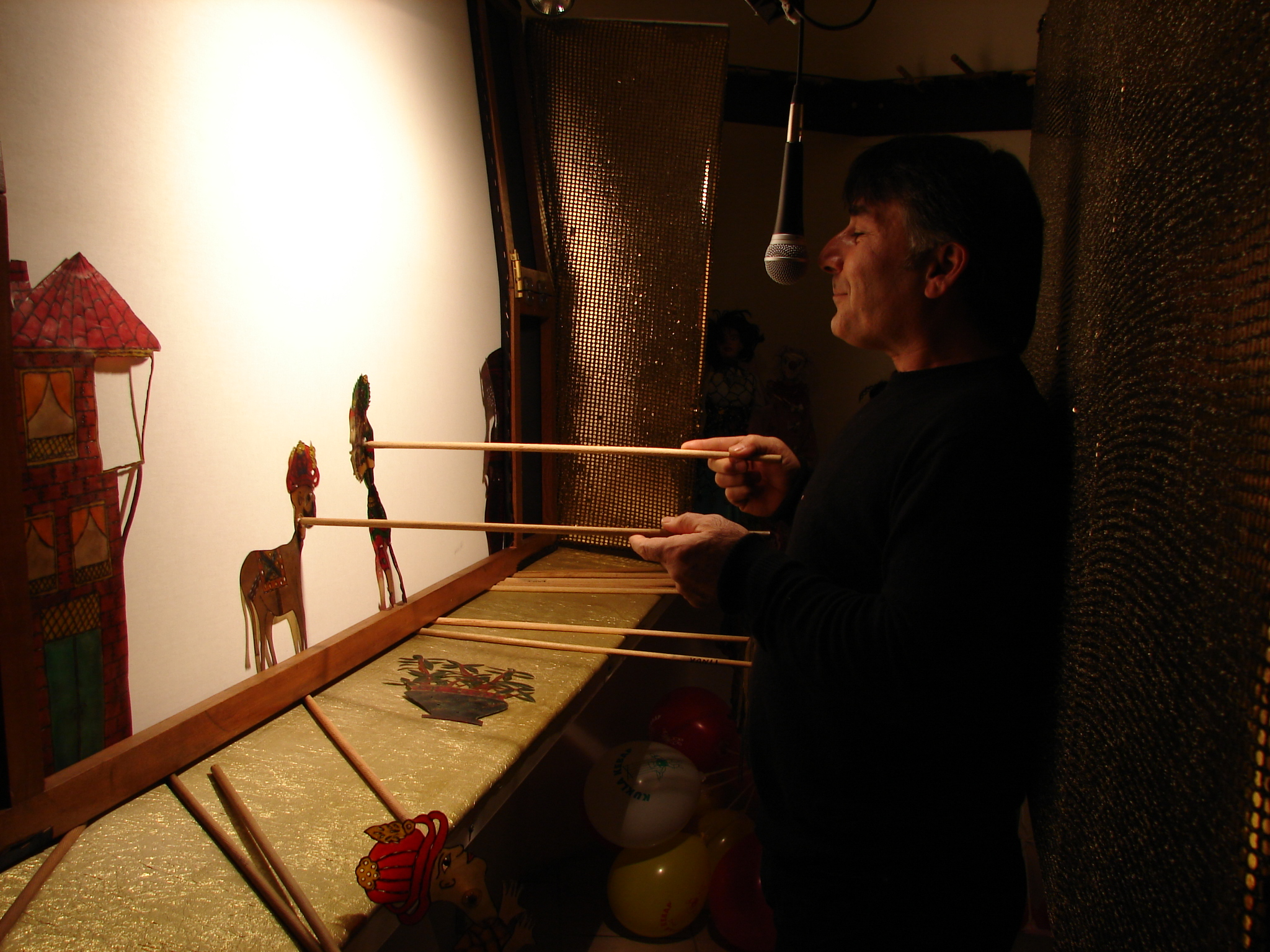
Poppenspeler tijdens een uitvoering

Poppenspelers worden hayalî, Karagözcü or hayalbaz genoemd. Eén Hayali beeldt elk personage in het spel uit door het nabootsen van geluiden, praten in verschillende dialecten, chanten of zingen van liedjes van het personage dat speelt. Hij wordt gewoonlijk bijgestaan door een leerling, die voorziet in de oprichting en latere afbouw, hij geeft hem de poppen als nodig is. De laatste taak kan ook worden uitgevoerd door een sandıkkâr (van "sandık", "borst"). Een ardak kan zingen, en een dairezen speelt de tamboerijn.
De lamp voor projectie staat bekend als een şem'a (letterlijk "kaars"), maar is meestal een olielamp. Beelden worden geprojecteerd op een wit mousseline scherm bekend als de Ayna ( "spiegel"). De projectie is vanaf de achterkant, zodat het publiek de poppenspeler niet ziet.

## De poppen
De poppen zijn tweedimensionaal en hebben vingerlasverbinding-ledematen en zijn gemaakt van de huid van een kameel of een waterbuffel. De huid wordt bewerkt tot deze semi-transparant is, dan wordt de huid gekleurd, wat resulteert in kleurrijke projecties. De poppen zijn meestal zo'n 35-40 centimeter hoog.